# Lawrence Boschman
Pour les articles homonymes, voir Boschman.
Lawrence Joseph Boschman, dit Laurie Boschman, (né le 4 juin 1960 à Major, dans la province de la Saskatchewan au Canada) est un joueur professionnel retraité de hockey sur glace ayant évolué durant quatorze saisons dans la Ligue nationale de hockey.

## Carrière
Après une brillante carrière au niveau junior avec les Wheat Kings de Brandon de la Ligue de hockey de l'Ouest où il évolue sur le même trio que Brian Propp et Ray Allison, il participe avec les Wheat Kings à la Coupe Memorial en 1979 et se voit être nommé dans l'équipe d'étoiles du tournoi. Réclamé au premier tour du repêchage de la LNH par les Maple Leafs de Toronto, il rejoint dès la saison 1979-1980 les Maple Leafs avec qui il dispute la saison en entier.
Souffrant d'une mononucléose durant sa deuxième saison professionnel, il ne s'aligne avec l'équipe que pour 53 rencontres. Voyant sa progression être ralenti en raison de cette maladie, le propriétaire de l'équipe Harold Ballard préfère alors se départir de lui et l'envoi aux Oilers d'Edmonton en retour notamment de Walt Poddubny.
Entâmant la saison 1982-1983 avec les Oilers, il se voit être confiné à un rôle effacé au sein d'une équipe qui regorge de talent. Réclamant plus de temps de jeu, les Oilers décident de l'échangé alors aux Jets de Winnipeg. Cette transaction se veut bénéfique pour le joueur de centre alors qu'il obtient à sa première saison complète avec les Jets un sommet personnel en carrière, cumulant 74 points en 61 rencontres, puis la saison suivante, il augmente cette marque en inscrivant 76 points.
Boschman reste avec l'organisation des Jets durant sept saisons, voyant sa production diminuer au cours des saisons, il se concentre alors sur un jeu plus défensif. Échangé aux Devils du New Jersey à l'été 1990, il reste avec ceux-ci durant deux saisons avant d'être réclamé par les Sénateurs d'Ottawa au cours de leur repêchage d'expansion de 1992. Il dispute alors une dernière saison en LNH avant de se retirer de la compétition.
Le centre tente un retour au jeu en 1994-95, rejoignant alors pour quelques rencontres les Fife Flyers de la British Hockey League avant de se retirer à nouveau.

## Vie personnelle
Il vit maintenant à Stittsville, en Ontario avec ses trois fils, Brent, Mark et Jeff. Son épouse, Nancy, est décédée en 2006. Boschman fait partie du personnel de Hockey Ministries International qui unit le Christianisme et le hockey. 

## Statistiques

### Statistiques en club
| Saison     | Équipe                     | Ligue          |       | Saison régulière | Saison régulière | Saison régulière | Saison régulière | Saison régulière |    | Séries éliminatoires | Séries éliminatoires | Séries éliminatoires | Séries éliminatoires | Séries éliminatoires |
| Saison     | Équipe                     | Ligue          | PJ    | B                | A                | Pts              | Pun              | PJ               | B  | A                    | Pts                  | Pun                  |                      |                      |
| 1975-1976  | Bobcats de Brandon         | LHJM           | 2     | 1                | 3                | 4                | 2                |                  |    |                      |                      |                      |                      |                      |
| 1976-1977  | Bobcats de Brandon         | LHJM           | 47    | 17               | 40               | 57               | 139              |                  |    |                      |                      |                      |                      |                      |
| 1976-1977  | Wheat Kings de Brandon     | LHOC           | 3     | 0                | 1                | 1                | 0                | 12               | 1  | 1                    | 2                    | 17                   |                      |                      |
| 1977-1978  | Wheat Kings de Brandon     | LHOC           | 72    | 42               | 57               | 99               | 227              | 6                | 2  | 5                    | 7                    | 45                   |                      |                      |
| 1978-1979  | Wheat Kings de Brandon     | LHOu           | 65    | 66               | 83               | 149              | 215              | 22               | 11 | 23                   | 34                   | 56                   |                      |                      |
| 1979       | Wheat Kings de Brandon     | Coupe Memorial |       |                  |                  |                  |                  | 5                | 3  | 4                    | 7                    | 10                   |                      |                      |
| 1979-1980  | Maple Leafs de Toronto     | LNH            | 80    | 16               | 32               | 48               | 78               | 3                | 1  | 1                    | 2                    | 18                   |                      |                      |
| 1980-1981  | Maple Leafs de Toronto     | LNH            | 53    | 14               | 19               | 33               | 178              | 3                | 0  | 0                    | 0                    | 7                    |                      |                      |
| 1980-1981  | Hawks du Nouveau-Brunswick | LAH            | 4     | 4                | 1                | 5                | 47               |                  |    |                      |                      |                      |                      |                      |
| 1981-1982  | Maple Leafs de Toronto     | LNH            | 54    | 9                | 19               | 28               | 150              |                  |    |                      |                      |                      |                      |                      |
| 1981-1982  | Oilers d'Edmonton          | LNH            | 11    | 2                | 3                | 5                | 37               | 3                | 0  | 1                    | 1                    | 4                    |                      |                      |
| 1982-1983  | Oilers d'Edmonton          | LNH            | 62    | 8                | 12               | 20               | 183              |                  |    |                      |                      |                      |                      |                      |
| 1982-1983  | Jets de Winnipeg           | LNH            | 12    | 3                | 5                | 8                | 36               | 3                | 0  | 1                    | 1                    | 12                   |                      |                      |
| 1983-1984  | Jets de Winnipeg           | LNH            | 61    | 28               | 46               | 74               | 234              | 3                | 0  | 1                    | 1                    | 5                    |                      |                      |
| 1984-1985  | Jets de Winnipeg           | LNH            | 80    | 32               | 44               | 76               | 180              | 8                | 2  | 1                    | 3                    | 21                   |                      |                      |
| 1985-1986  | Jets de Winnipeg           | LNH            | 77    | 27               | 42               | 69               | 241              | 3                | 0  | 1                    | 1                    | 6                    |                      |                      |
| 1986-1987  | Jets de Winnipeg           | LNH            | 80    | 17               | 24               | 41               | 152              | 10               | 2  | 3                    | 5                    | 32                   |                      |                      |
| 1987-1988  | Jets de Winnipeg           | LNH            | 80    | 25               | 23               | 48               | 229              | 5                | 1  | 3                    | 4                    | 9                    |                      |                      |
| 1988-1989  | Jets de Winnipeg           | LNH            | 70    | 10               | 26               | 36               | 163              |                  |    |                      |                      |                      |                      |                      |
| 1989-1990  | Jets de Winnipeg           | LNH            | 66    | 10               | 17               | 27               | 103              | 2                | 0  | 0                    | 0                    | 2                    |                      |                      |
| 1990-1991  | Devils du New Jersey       | LNH            | 78    | 11               | 9                | 20               | 79               | 7                | 1  | 1                    | 2                    | 16                   |                      |                      |
| 1991-1992  | Devils du New Jersey       | LNH            | 75    | 8                | 20               | 28               | 121              | 7                | 1  | 0                    | 1                    | 8                    |                      |                      |
| 1992-1993  | Sénateurs d'Ottawa         | LNH            | 70    | 9                | 7                | 16               | 101              |                  |    |                      |                      |                      |                      |                      |
| 1994-95    | Fife Flyers                | BHL            | 7     | 9                | 9                | 18               | 6                | 6                | 5  | 8                    | 13                   | 12                   |                      |                      |
| Totaux LNH | Totaux LNH                 | Totaux LNH     | 1 009 | 229              | 348              | 577              | 2 265            | 57               | 8  | 13                   | 21                   | 140                  |                      |                      |

## Honneurs et trophées
- Ligue de hockey de l'Ouest
  - Nommé dans la première équipe d'étoiles en 1979.
- Coupe Memorial
  - Nommé dans l'équipe d'étoiles du tournoi en 1979.

## Transactions en carrière
- Repêchage 1979 : Réclamé par les Maple Leafs de Toronto (1er choix de l'équipe, 9e au total).
- 9 mars 1982 : échangé par les Maple Leafs aux Oilers d'Edmonton en retour de Walt Poddubny et Phil Drouillard.
- 7 mars 1983 : échangé par les Oilers aux Jets de Winnipeg en retour de Willy Lindström.
- 6 septembre 1990 : échangé par les Jets aux Devils du New Jersey en retour de Bob Brooke. Brooke décide de se retirer de la compétition à la suite de cet échange et Winnipeg reçu le choix de cinquième ronde des Devils au repêchage 1991 en compensation (les Jets sélectionnèrent avec ce choix Ian Kaminski).
- 18 juin 1992 : réclamé par les Sénateurs d'Ottawa lors de leur repêchage d'expansion.